# Donk (singolo)
Donk è il quinto singolo estratto dall'album Souljaboytellem.com del rapper statunitense Soulja Boy. La canzone è stata pubblicata il 4 maggio 2008. A metà dello stesso anno, è uscito anche il remix della canzone, che vede la collaborazione di Yung Joc.
La canzone, ha raggiunto la posizione numero 21 della Hot 100, la posizione numero 37 della Hot R&B/Hip-Hop Songs e la posizione numero 22 della Hot Rap Songs.
Questa canzone è stata campionata da Juvenile e Webbie nel brano Pop It 4 Pimp, inserito nel secondo album di Bun B II Trill. La canzone, è stata campionata anche da Nicki Minaj sulla traccia Itty Bitty Piggy, presente nel suo terzo mixtape Beam Me Up Scotty.

## Classifiche
| Classifica (2008)                      | Posizione più alta |
| -------------------------------------- | ------------------ |
| U.S. Hot 100 (Billboard)               | 21                 |
| U.S. Hot R&B/Hip-Hop Songs (Billboard) | 37                 |
| U.S. Hot Rap Songs (Billboard)         | 22                 |